# Berthold van Henneberg
Berthold van Henneberg (Hartenberg, 1441 - 21 december 1504, Aschaffenburg) was aartsbisschop van Mainz. Als keurvorst van Mainz werd hij onmiddellijk aartskanselier van het Heilige Roomse Rijk. Hij werd bekend doordat hij auteur was, naast andere rijksvorsten, van de moeilijke Rijkshervorming van het Rooms-Duitse Rijk, in de eerste helft van de 16e eeuw.

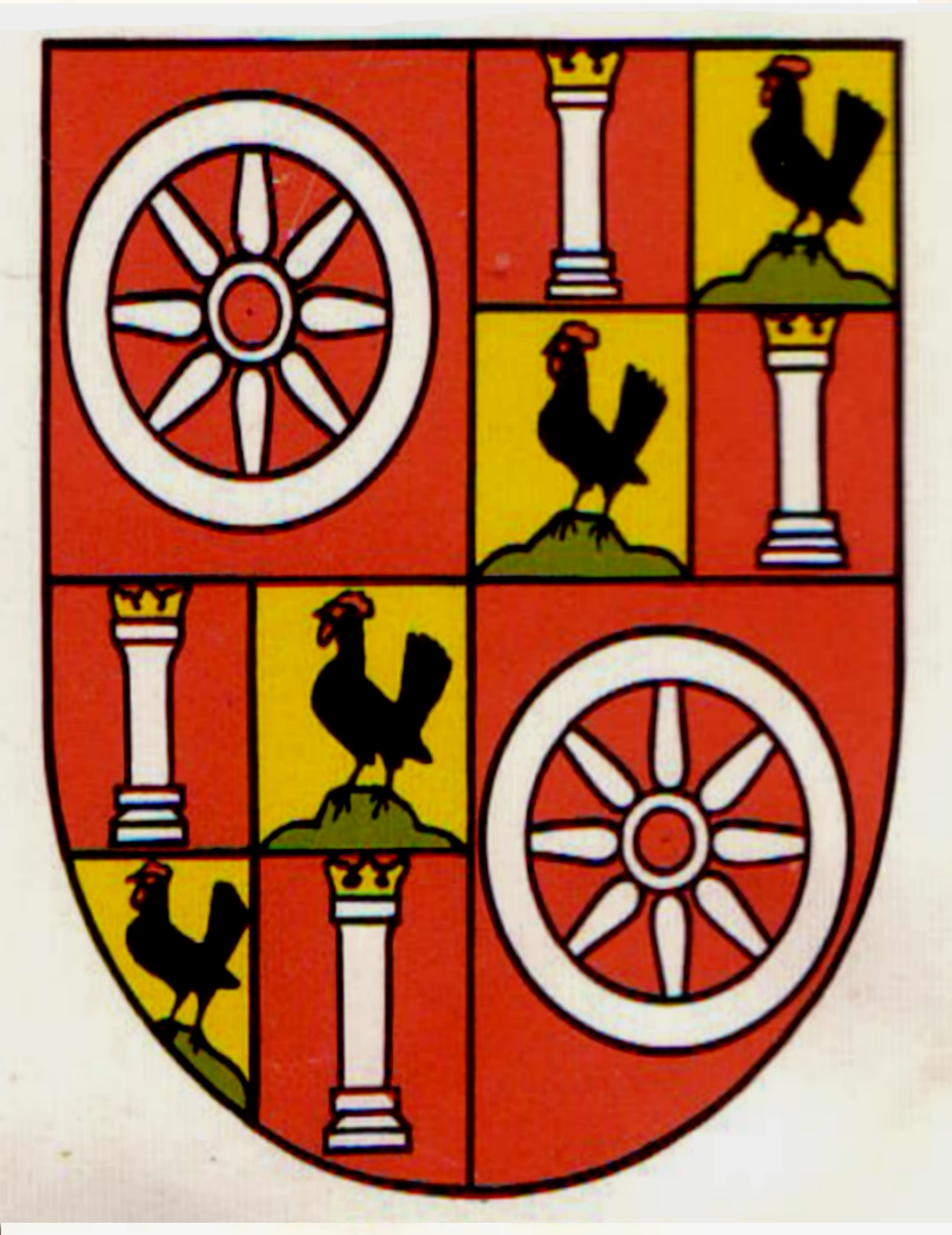
wapenschild van prins-aartsbisschop van Mainz Berthold van Henneberg

## Jeugdjaren
Hij was de jongste zoon van Georg, graaf van Henneberg-Römhild, en van Johannetta van Nassau-Weilburg, dochter van Filips I van Nassau-Weilburg. Hij begon op tienjarige leeftijd zijn klerikale carrière. Hij was achtereenvolgens kanunnik in Straatsburg, Keulen en Erfurt en studeerde theologie in Padua en bij de Duitse theoloog Cusanus. Op 23-jarige leeftijd werd hij priester gewijd (1464).

## Mainz en Rijk
In 1464 ging hij in dienst bij de aartsbisschop van Mainz, waar hij carrière maakte. Hij werkte er voor de Rooms-Duitse keizer Frederik III, aangezien de keurvorsten van Mainz ook aartskanselier waren voor het Heilige Roomse Rijk. Om de twisten tussen aartsbisschop Adolf II van Nassau en zijn belagers te ontlopen, bleef hij ver weg, in keizerlijke dienst in Rome. In 1484 werd Berthold zelf aartsbisschop en keurvorst van Mainz. Hij stond aan de wieg van de Rijkshervorming van het Heilige Roomse Rijk en vond aanvankelijk in keizer Maximiliaan I een medestander. Berthold had de wat naïeve opvatting dat de hervorming van de Roomse kerk voor mistoestanden (zoals aflatenhandel) samenging met een hervorming van het Rijk. Door de Rijkshervorming wenste Berthold een voldoende vertegenwoordiging in de Rijksdag van alle standen en territoria van het Rijk. Langzaam werd keizer Maximiliaan zijn grootste tegenstander, want Maximiliaan stond voor een sterk centraal Habsburgs gezag. Op de Rijksdag van Worms in 1495 bleek hoe keizer Maximiliaan Berthold saboteerde. Kort nadien richtte Maximiliaan voor zijn eigen Habsburgse en Bourgondische landen een eigen hofkanselarij op, los van de rijkskanselarij van Berthold. In 1502 schafte de keizer de autonomie van aartskanselier Berthold af: hij mocht geen zegels meer plaatsen zonder toestemming van de keizer.
In 1504 stierf Berthold en werd hij in de Dom van Mainz begraven. De lopende Rijkshervorming werd voortgezet door zijn opvolger Jakob von Liebenstein.
- Gemeinsame Normdatei: 118656724
- International Standard Name Identifier: 0000 0000 5533 6127
- Nationale Bibliotheek van Tsjechië: ola2002153948
- Nederlandse Thesaurus van Auteursnamen: 073645281
- Virtual International Authority File: 18015825
- WorldCat: E39PBJqqtThyw4KkTf3XhYHt8C